# باريكة (مقاطعة دورة)
باريكة (بالفارسية: باریکه) هي قرية تقع في قسم ويسيان الريفي (مقاطعة دورة) في إيران. يقدر عدد سكانها بـ 28 نسمة .